# اندیس جلمانده (گل مانده)
جلمانده (گل مانده) یک اندیس فلزی است که در حوالی شهر ساغند استان یزد قرار دارد و مادهٔ معدنی موجود در آن، مس است.  